# Mikrographie (Medizin)

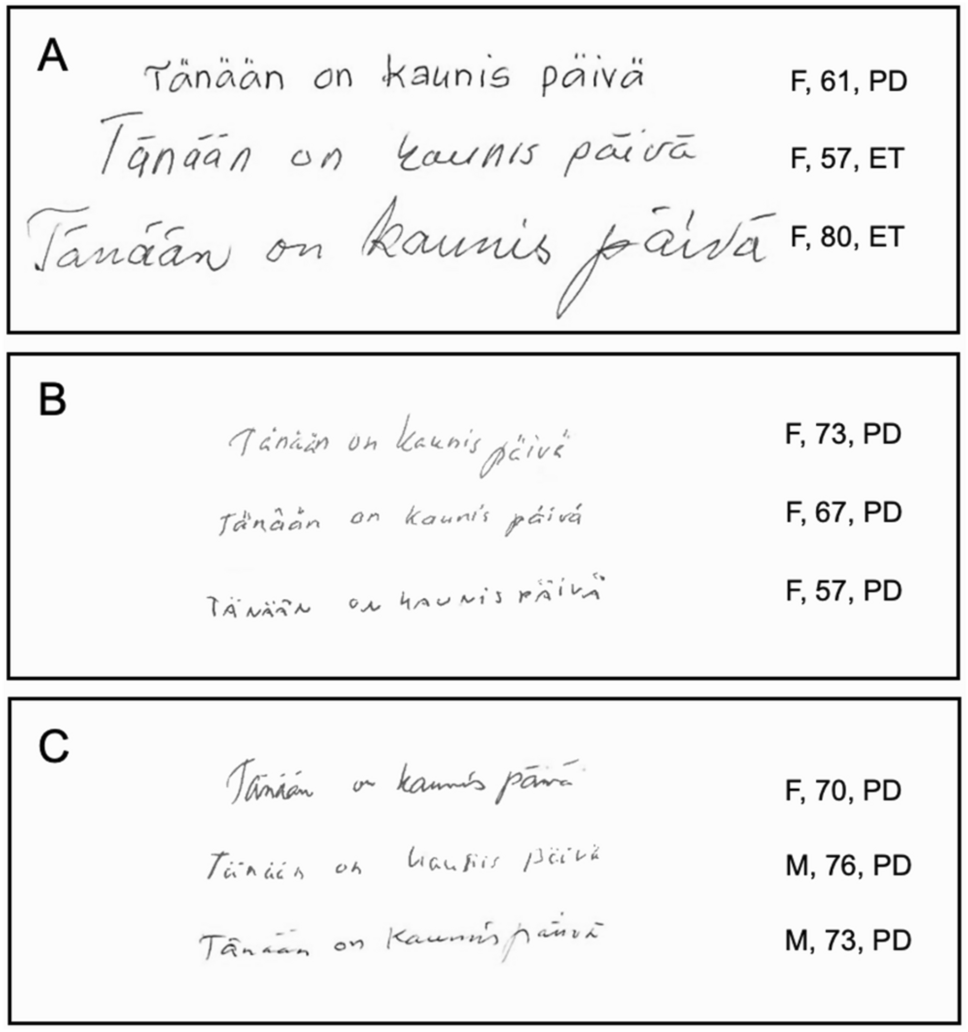
Arten von Mikrographie

Mikrographie (v. griechisch μικρός (mikros): klein und γράφειν (graphein): schreiben, ritzen) bezeichnet eine Verkleinerung der Handschrift, die häufig zum Zeilenende hin auftritt und Symptom einer der folgenden Erkrankungen sein kann:
- Makropsie
- Morbus Parkinson
- Morbus Wilson[1]